# Liběšice (zámek)
Liběšice jsou zámek ve stejnojmenné vesnici v okrese Litoměřice. Od poloviny 16. století zde stál renesanční zámek, který býval sídlem šlechtických majitelů panství a od roku 1623 jezuitskou rezidencí. Časem přestala řádu vyhovovat, a v první polovině 18. století byla nahrazena barokní stavbou upravenou v 19. století na zámek. Zámek je chráněn jako kulturní památka.

## Historie

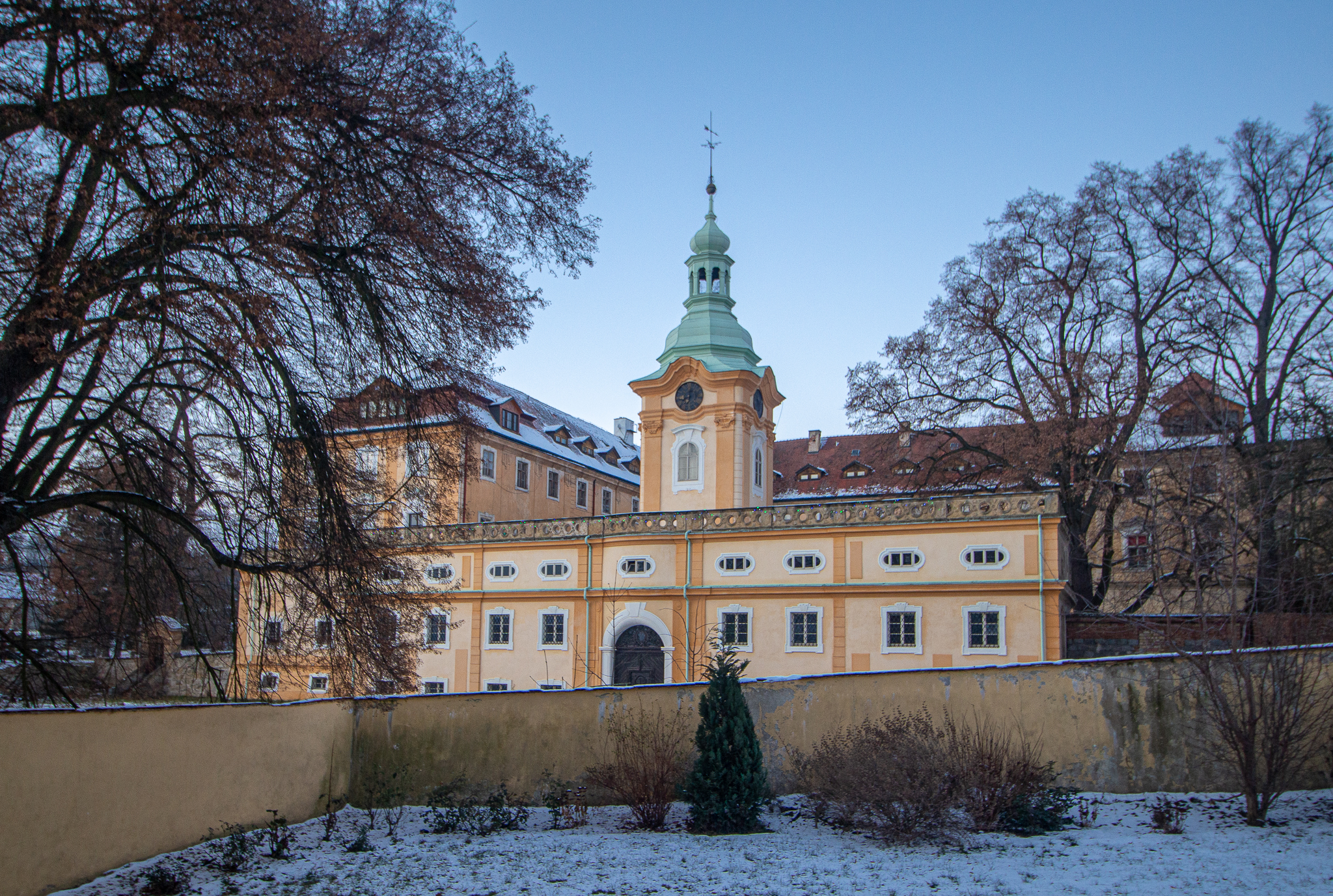
Zámek v roce 2022

Prvním panským sídlem v Liběšicích byla kamenná gotická tvrz doložená poprvé roku 1405, kdy se uváděla jako hrad. Stávala u potoka a k jejímu obrannému systému patřila soustava tří rybníků. Zanikla nejspíše po roce 1520, kdy panství koupil Karel Dubanský z Duban, kterému zřejmě nepohodlná tvrz přestala vyhovovat, a proto si místo ní nechal postavit renesanční zámek. Pozůstatky tvrze byly údajně nalezeny v 19. století na pozemcích domů čp. 12 a 54.

### Starý zámek
Dalším majitelem se stal hejtman Litoměřického kraje a Pražského hradu Oldřich Dubanský z Duban. Nejpozději za něj byl dostavěn zdejší zámek, na kterém byl někdy v letech 1547–1552 vězněn saský kurfiřt Jan Bedřich zajatý v bitvě u Mühlberka. Když Oldřich Dubanský v roce 1571 zemřel, vymřela jeho větev rodu, a panství spravovala vdova Anna Kostomlatská z Vřesovic. Po jejím druhém sňatku se panství rozpadlo na dvanáct dílů s řadou majitelů, kteří mezi sebou vedli spory o majetek, ale roku 1617 připadlo úštěckému Jiřímu Sezimovi z Ústí.
Velké panství Liběšice–Úštěk rozdělené na dvě části bylo po bitvě na Bílé hoře zkonfiskováno. Díl patřící Mikuláši z Gerštorfu získal Jan z Merode[zdroj?] a díl Jiřího Sezimy z Ústí byl dán jezuitské koleji svatého Klimenta v Praze (1623). Pražští jezuité měli být odškodněni původně panstvím mělnickým. Mělník podrželi jezuité do doby, než mohl liběšicko-úštěcké panství převzít. Bylo to značně rozsáhlé a bohaté panství. Roku 1628 nabídl Jan z Merode svůj díl císaři jako základ pro zřízení jezuitské koleje v Litoměřicích a roku 1630 byl tento díl nově založené litoměřické jezuitské rezidenci předán, ale byl až do roku 1641 spravován společně s větším dílem pražských jezuitů. Roku 1675 prodala litoměřická rezidence tento díl jezuitům z Klementina, a tím bylo panství opět spojeno.[zdroj?]
Po získání prvního dílu panství žili jezuité v úštěckém zámku, ale po ukončení třicetileté války přenesli své sídlo do Liběšic. Když roku 1622 přijel do Liběšic poprvé rektor koleje svatého Klimenta, vyhnal z tamního farního kostela luteránského predikanta a musel sloužit mši svatou v zámecké kapli. Z Úštěku přešli jezuité do Liběšic v letech 1651–1656.

### Jezuitská rezidence
Jezuité časem nechali zámek částečně přestavět v barokním slohu. Používali ho jako letní rezidenci a jako útočiště v dobách válek a epidemií, kdy na něj přijížděli i profesoři a studenti filozofické fakulty. Konaly se zde i slavnostní závěrečné zkoušky. Jezuité zároveň rozšiřovali své panství. Roku 1675 přikoupili díl úštěckého panství a o pět let později statek v Horních Chobolicích. Pěstovali obilí, chmel a věnovali se koželužství. Zdejší kůže se vyvážely až do Paraguaye.
V liběšické rezidenci trvale žilo nejméně 9–10 členů řádu, mezi kterými byl lékař a knihovník. Roku 1679 na zámku pobýval Bohuslav Balbín, který popsal výhled z vrcholu nedaleké hory Sedlo. O rok později museli jezuité uprchnout do Prahy před povstáním nevolníků vedeným vrbických rychtářem Mikulášem Slabým-Fryčem. Význačnou osobností byl správce rezidence Kryštof Fišer (1611–1680), který na základě zkušeností se správou panství napsal knihu De oeconomia suburbana, a později se stal vrchním inspektorem jezuitských statků v Čechách.

### Nový zámek

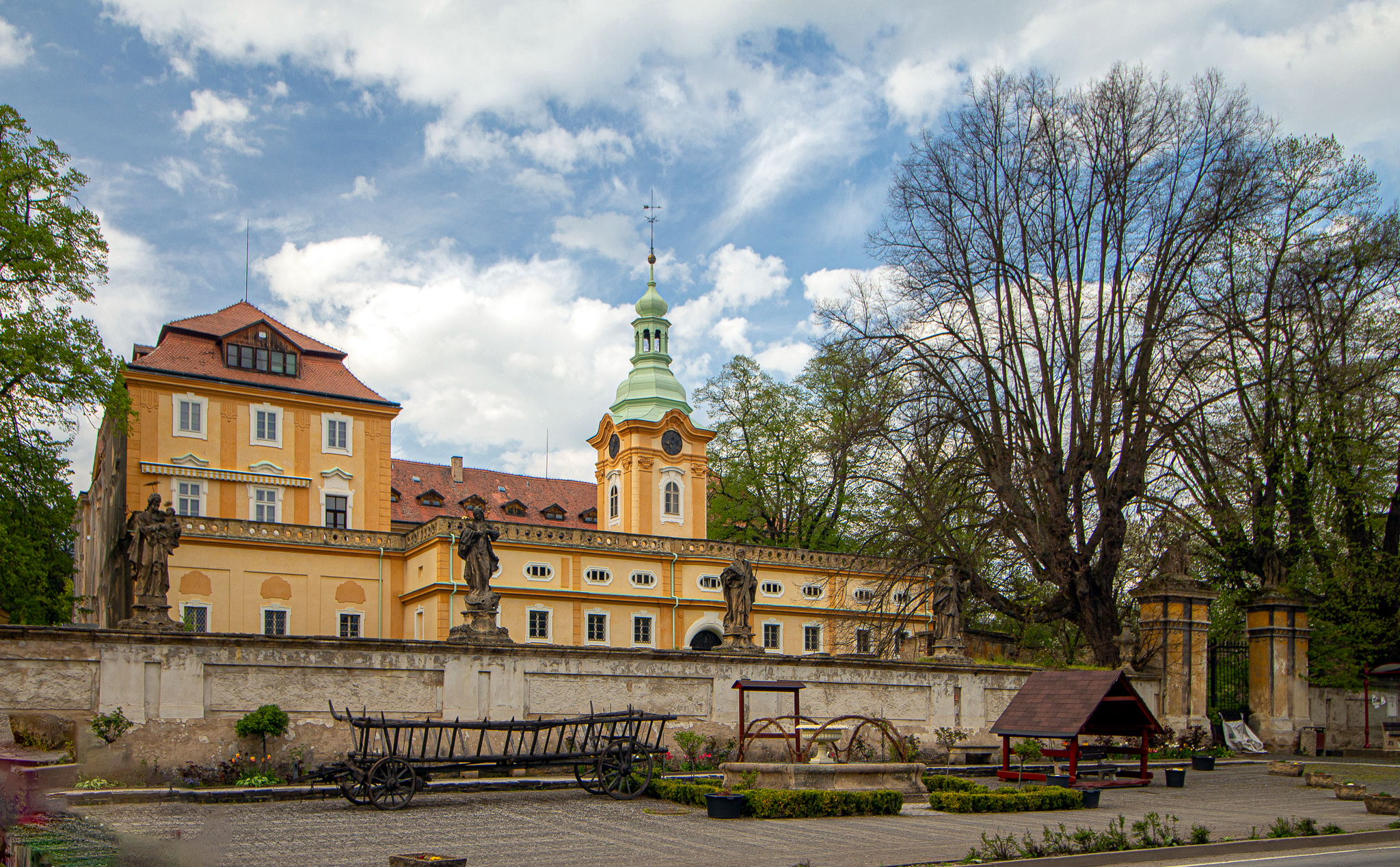
Prostranství před zámkem se sochami světců

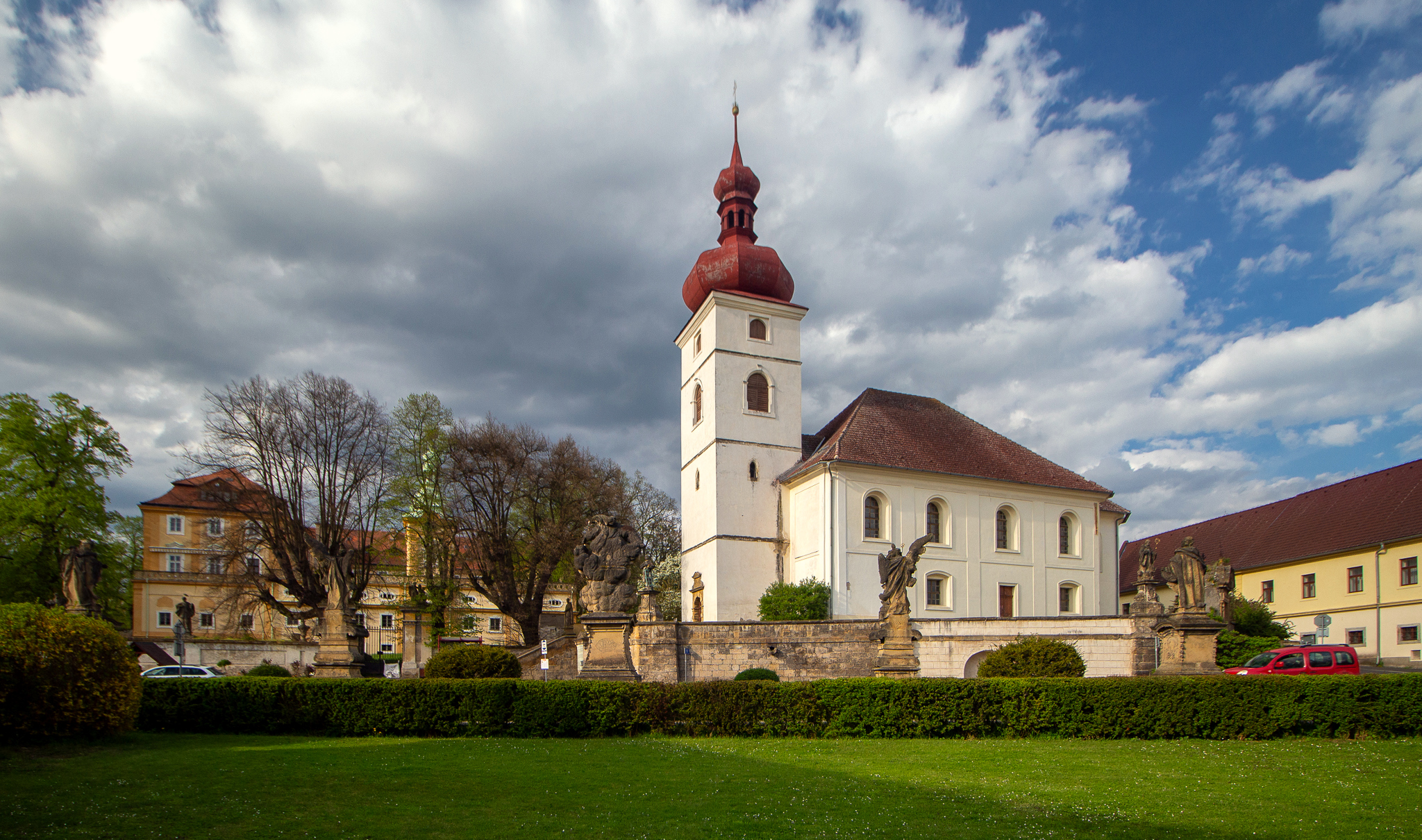
Kostel Nanebevzetí Panny Marie u zámku

Stará liběšická rezidence již nestačila svou velikostí i stavem novým potřebám. Proto bylo rozhodnuto postavit v Liběšicích novou budovu, vyhovující všem tehdejším potřebám řádu i reprezentaci. Počítalo se i nadále s tím, že Liběšice budou sloužit jako letní a rekreační sídlo celé provincii. Projekt vypracoval architekt Kilián Ignác Dientzenhofer (1690–1752). Nezachoval se bohužel doklad, kdy začal být jeho projekt realizován. Není také zcela jisté, zda nebyl Dientzenhofer pozván později, až když již stavba začala. V umělecko-historické literatuře se uvádí, že stavba vznikla v letech 1738–1752. Z dokladů však je patrné, že již v roce 1738 byla novostavba tak daleko, že v ní mohlo bydlet čtrnáct jezuitů. V listopadu 1751 bylo dokončeno zastřešení věže, čímž skončily i stavební práce. Až do roku 1754 pak pokračovaly úpravy vnitřku – kamenické, štukatérské a sklenářské práce. Starý zámek zatím sloužil správě panství a k ubytování hostů, ale roku 1746 byl vzhledem ke špatnému stavu zbořen.
V letech 1754–1757 byly na zdi směrem do návsi umístěny cenné vázy a plastiky. Před zámkem bylo postupně (1727–1762) postaveno pět velmi cenných barokních figurálních plastik. Ještě před stavbou nové rezidence byla po moru roku 1680 postavena cenná barokní hřbitovní kaple (snad od Giulia Broggia, vnitřní štukatura J. S. Bossiho roku 1687, hlavní oltář Johann Georg Heintsch roku 1688), byl zbarokizován i sousední renesanční kostel Nanebevzetí Panny Marie s renesanční věží z roku 1589, plastikami z let 1699–1762 a hlavním oltářem od I. G. Heintsche), který však byl roku 1816 velmi podstatně přestavěn. V Liběšicích se v letech 1769–1770 zdržovali a snad i působili známí barokní umělci Kramolín a Adam Lauterer, kteří pracovali v Úštěku. Na kopci Ostrý nad Úštěkem byly postaveny tři barokní kaple (1703–1707, snad od Giulia Broggia). Další barokní kaple jsou v blízkém okolí Liběšic. Touto rozsáhlou činností v letech 1680–1770 vznikl postupně velmi cenný barokní komplex, který si udržel dodnes velmi působivý a typický barokní charakter.
Dekret o zrušení jezuitského řádu došel na litoměřickou biskupskou konzistoř 20. října 1773. Dne 25. listopadu 1773 přijela do Liběšic komise, jejímiž členy byli kanovník Vojtěch Schwab z Litoměřic, krajský hejtman litoměřický Wolfgang von Schönau a sekretář konzistoře K. Hartmann. Sekretář pak přečetl zrušovací dekret. Všech patnáct kněží a osm laických bratří v čele s posledním superiorem K. Pieschingerem muselo rezidenci opustit. I v Liběšicích byl bohužel rozchvácen zdejší majetek, mezi nímž byla především neobyčejně cenná knihovna, v níž byla i celá řada starých rukopisů zabavených mezi nekatolíky.[zdroj?] Rezidence i celé panství připadlo náboženskému a studijnímu fondu a deset hospodářských dvorů bylo rozparcelováno.
Roku 1838 zbytek panství koupil Ferdinand Lobkowitz, ale v roce 1871 jej prodal Josefu Schrollovi z Broumova, který nechal rezidenci upravit na pohodlný zámek. Jeho potomkům patřil až do roku 1945, kdy byl znárodněn a později upraven na domov důchodců, později ústav pro mentálně postižené. Ten byl v roce 2015 zrušen; v roce 2022 se Ústeckému kraji podařilo nevyužívaný zámek prodat za 27 milionů.

## Stavební podoba
Renesanční zámek stával severně od barokního zámku. Tvořila jej čtyři křídla postavená okolo nádvoří, do kterého se vjíždělo zdobeným portálem. V nárožích stávaly věže.
Nová rezidence je velká pozdně barokní stavba o čtyřech jedno a dvoupatrových křídlech kolem uzavřeného dvora. Ve středu přízemního nižšího jižního křídla je brána s hranolovou věží. Na průčelích jsou mělké rizality a vysoké pilastry, u oken vyznačeny klenáky. Mansardová střecha byla pokryta cihlovými taškami, zatímco jižní křídlo s věží mělo šindelovou střechu. Hlavní brána i západní vchod byly ozdobeny bohatě tepanými ukázkami uměleckého kovářství. Nároží věže jsou zaoblená a zdůrazněná pilastry. Věž zakončuje vzdutá profilovaná římsa s hodinami. Interiéry jsou zaklenuté plackovými, křížovými valenými klenbami s lunetami.
V přilehlé zahradě byl postaven velký skleník, kde se pěstovaly pomerančovníky, citroníky a jiné exotické rostliny. V zámku byl reprezentační velký sál, v němž byla i malá obrazová galerie. Byla zde i větší knihovna a významná lékárna. Na terasové zahradě před jižním křídlem stojí sochy svatého Františka Xaverského, Jakuba, Josefa, Immaculaty a Ignáce z Loyoly.
Během přestavby ve druhé polovině 19. století bylo přistavěno patro jižního křídla zakončené balustrádou, která jako terasa spojuje pokoje prvního patra.